# Marcilla
Marcilla è un comune spagnolo di 2 548 abitanti situato nella comunità autonoma della Navarra.